# Broncho Billy's Redemption
Broncho Billy's Redemption è un cortometraggio muto del 1910 scritto, prodotto, interpretato e diretto da Gilbert M. 'Broncho Billy' Anderson.

## Trama
Un ladro di bestiame, pur sapendo di essere ricercato, affronta il rischio di venire arrestato portando in città, dal medico, un allevatore malato. Ma viene riconosciuto e per lui si aprono le porte del carcere.

## Produzione
Il film fu prodotto dalla Essanay Film Manufacturing Company. Venne girato a Chicago - città dove la casa di produzione aveva la sua sede principale - negli Essanay Studios, al 1333-45 W. di Argyle Street e nel Texas, a El Paso.

## Distribuzione
Distribuito dalla General Film Company, il film - un cortometraggio in una bobina - uscì nelle sale cinematografiche USA il 30 luglio 1910.